# Chonaphe evexa
Chonaphe evexa är en mångfotingart som beskrevs av Shelley 1994. Chonaphe evexa ingår i släktet Chonaphe och familjen Xystodesmidae. Inga underarter finns listade i Catalogue of Life.